# Мазин, Эмилий Александрович

Звезда на Алее звёзд в Ростове-на-Дону

Эмилий Александрович Мазин (1918—2015) — советский и российский педагог, Заслуженный учитель школы РСФСР, почти 70 лет преподававший в школах города Ростова-на-Дону. Около 500 учеников Э. А. Мазина стали кандидатами и докторами наук.

## Биография
Родился в Ростове-на-Дону 5 января 1918 года, в семье, где было четверо детей. Отцу принадлежало фотоателье на улице Никольской.
Когда ему было восемь лет — умер отец. Окончив в 1936 году школу с золотой медалью, без экзаменов поступил в Ростовский университет на физико-математический факультет, где познакомился с А. И. Солженицыным, с которым дружил всю жизнь. В 1941 году окончил университет с красным дипломом и добровольцем ушел на фронт: прошел Великую Отечественную войну в должности командира взвода боепитания батареи 76-мм пушек, затем — командира батареи 262-го стрелкового Неманского полка 184-й стрелковой Духовщинской Краснознаменной дивизии (старший лейтенант); был несколько раз ранен и контужен. Затем участвовал в войне с милитаристской Японией (был командиром батареи 45-миллиметровых пушек).
В мае 1946 года Мазин демобилизовался и вернулся в Ростов-на-Дону. 1 сентября 1946 этого же года стал работать учителем математики. Сначала — в Подготовительном артиллерийском училище, затем в школе № 11, в школе № 106 и в течение сорока лет в школе № 1. Одновременно в течение восьми лет преподавал в Ростовском государственном университете. Стал Заслуженным учителем школы РСФСР.
С Александром Солженицыным переписывался во время Великой Отечественной войны. В 1992 году из Америки в Ростов-на-Дону приезжали сыновья Солженицына Ермолай и Степан, они посетили места, где жил и учился их отец, привезли подарок от отца Эмилию — парижское издание книги «Бодался теленок с дубом». В 1996 году, во время приезда самого Солженицына в Ростов-на-Дону, приглашал писателя в гости.
Был награждён орденами Отечественной войны 1-й и 2-й степеней, двумя орденами Красной Звезды и многими медалями, в числе которых «За взятие Кенигсберга», «За победу над Германией в Великой Отечественной войне 1941—1945 гг.», «За победу над Японией».
Умер в 2015 году в Ростове-на-Дону.

## Семья
Брат — генерал-майор инженерных войск Григорий Александрович Мазин (1914—2018), начальник инженерных войск Закавказского военного округа.

## Память
- Весной 2018 года в Ростове-на-Дону на «Аллее звёзд» Эмилию Мазину была заложена именная «Звезда»[5].